# Niżniów (gmina)
Niżniów – dawna gmina wiejska w powiecie tłumackim województwa stanisławowskiego II Rzeczypospolitej. Siedzibą gminy był Niżniów.
Gminę utworzono 1 sierpnia 1934 r. w ramach reformy na podstawie ustawy scaleniowej z dotychczasowych gmin wiejskich: Antonówka, Kutyska, Niżniów, Nowosiółka i Petryłów.
Po II wojnie światowej obszar gminy znalazł się w ZSRR.